# Callistemon kenmorrisonii
Callistemon kenmorrisonii là một loài thực vật có hoa trong Họ Đào kim nương. Loài này được Molyneux mô tả khoa học đầu tiên năm 1995.